# ميرو (برمجية فيديو)
ميرو (المعروف سابقًا باسم ديموكرايسي بلاير) هو مُشغِّل وسائط وتطبيق تلفزة عبر الإنترنت تمَّ تطويره بواسطة مؤسسة الثقافة التشاركية ‏. يُستخدم كمشغل وسائط ومكتبة الوسائط ودليل محتوى ومحرك بحث فيديو بالإضافة إلى عُملاء بودكاست وبت تورنت. يدعم مجموعة نُظم التشغيل، بما في ذلك مايكروسوفت ويندوز وماك أو إس بالإضافة إلى العديد من تَوزيعات لينُكس.

## التَّاريخ

### التطوير
أُصدر لأوَّل مرَّة عام 2006، بواسطة مؤسسة الثقافة التشاركية ‏.

### التَّسمية
في مارس 2007، أعلنت مؤسسة الثقافة التشاركية ‏ عن إعادة تسميَّة التطبيق مِن ديموكرايسي بلاير إلى ميرو، وأصبح التغيير رسميًّا لاحقًا في يوليو 2007 مع إصدارٍ لاحق. وقد تمَّ تجديد صورة التطبيق بالكامل، بما في ذلك صورة الموقع الرَّسمي والشعار.

## النَّقد والاستقبال
تلقى ميرو مُراجَعةً إيجابية من جوش كويتنر [الإنجليزية] الذي كتب «لقد رأيت مُستقبل التلفاز، وهو تطبيقٌ يُسمى ميرو».